# Le Secret de l'échafaud
Le Secret de l'échafaud est une nouvelle d'Auguste de Villiers de L'Isle-Adam qui parut pour la première fois dans Le Figaro le 23 août 1883.

## Résumé
À La Roquette, M. de La Pommeraie, condamné à monter sur l'échafaud pour un double meurtre, reçoit une étrange visite: l'illustre chirurgien Armand Velpeau voudrait que sa tête décapitée lui fasse un triple clin d'œil...

## Texte
Le Secret de l’échafaud (lire sur Wikisource)

## Éditions
- Le Secret de l'échafaud dans Le Figaro, édition du 23 août 1883.
- Le Secret de l'échafaud, dans Le Nouveau Décaméron[2], décembre 1884.
- Le Secret de l'échafaud, dans Les Annales politiques et littéraires, 1885.
- Le Secret de l'échafaud, dans L'Amour suprême, 1886.